# Лопес, Луис Диего
Луис Диего Лопес  (исп. Luis Diego López; род. 22 августа 1974, Монтевидео) — уругвайский футболист и футбольный тренер. Возглавлял итальянские клубы: «Кальяри», за который провёл большую часть карьеры футболиста, «Болонью» и «Палермо».

## Карьера игрока

### Клубная карьера
Луис Диего Лопес начинал свою карьеру футболиста в уругвайском клубе «Ривер Плейт» в 1994 году. Спустя два года он перешёл в команду испанской Примеры сантандерский «Расинг». А ещё через два года стал игроком итальянского «Кальяри», где провёл следующие 12 сезонов, установив показатель в 400 официальных матчей за «Кальяри». 14 апреля 2009 года Лопес был дисквалифицирован на 5 матчей за драку с Фелипе Мело в подтрибунном помещении.

### Карьера в сборной
19 октября 1994 года Луис Лопес дебютировал в составе сборной Уругвая в гостевом товарищеском матче против команды Перу, выйдя в основном составе. В следующем году он был включён в состав Уругвая на домашний Кубок Америки, где сыграл лишь в первом матче группового этапа, выйдя на замену на 71-й минуте поединка с Венесуэлой. На Кубке конфедераций 1997 года в Саудовской Аравии Лопес провёл все 5 матчей своей команды. На Кубке Америки 1999 года в Парагвае в первом матче группового этапа против колумбийцев Лопес был капитаном уругвайцев, но на 67-й минуте был удалён с поля.

## Тренерская карьера
В течение короткого периода, с июля по октябрь 2012 года, Луис Лопес тренировал молодёжную команду «Кальяри». Под его руководством она разгромила со счётом 5:0 своих сверстников из «Ювентуса». 2 октября 2012 года он был назначен помощником главного тренера «Кальяри» Иво Пульги.
Перед сезоном 2013/14 Луис Лопес был назначен главным тренером «Кальяри», а Иво Пульга стал его помощником. 7 апреля он был уволен с этого поста, на котором вновь оказался Пульга.
1 июля 2014 года Лопес расторг договор, связывающий его с «Кальяри», чтобы возглавить «Болонью», вылетевшую в Серию B Он покинул пост главного тренера «Болоньи» после 39-го тура Серии B 2014/15, команда в это время занимала четвёртую строчку в таблице с 16 победами, 15 ничьими, 8 поражениями и 63 очками в активе.
26 января 2017 года Луис Лопес заключил контракт сроком до конца 2018 года с терпящим бедствие в Серии А «Палермо», став уже четвёртым наставником сицилийцев за сезон 2016/17. 29 января команда провела первый матч под его руководством, сумев добиться гостевой ничьи (1:1) с «Наполи». 5 февраля «Палермо» одержал первую домашнюю победу в том чемпионате, одолев с минимальным счётом «Кротоне». 11 апреля 2017 года Лопес был уволен.
18 октября 2017 года назначен главным тренером «Кальяри». Контракт подписан до 30 июня 2019 года.
5 февраля 2020 года назначен главным тренером «Брешиа». 20 августа 2020 года по обоюдному согласию расторг контракт с «Брешиа», которая заняла предпоследнее 19-е место по итогам сезона 2019/20 и покинула Серию A. 6 октября 2020 года вернулся в «Брешиа» после увольнения Луиджи Дельнери.

## Тренерская статистика
| Кальяри | Флаг Италии | июль 2013   | апрель 2014 | Серия A      | 26 | 6  | 10 | 10 | 023,08 |
| Кальяри | Флаг Италии | июль 2013   | апрель 2014 | Кубок Италии | 1  | 0  | 0  | 1  | 000,00 |
| Кальяри | Флаг Италии | июль 2013   | апрель 2014 | Всего        | 27 | 6  | 10 | 11 | 022,22 |
| Болонья | Флаг Италии | июль 2014   | май 2015    | Серия B      | 39 | 16 | 15 | 8  | 041,03 |
| Болонья | Флаг Италии | июль 2014   | май 2015    | Кубок Италии | 0  | 0  | 0  | 0  | —      |
| Болонья | Флаг Италии | июль 2014   | май 2015    | Всего        | 39 | 16 | 15 | 8  | 041,03 |
| Палермо | Флаг Италии | январь 2017 | апрель 2017 | Серия A      | 10 | 1  | 2  | 7  | 010,00 |
| Палермо | Флаг Италии | январь 2017 | апрель 2017 | Кубок Италии | 0  | 0  | 0  | 0  | —      |
| Палермо | Флаг Италии | январь 2017 | апрель 2017 | Всего        | 10 | 1  | 2  | 7  | 010,00 |
| Всего   | Всего       | Всего       | Всего       | Лига         | 75 | 23 | 27 | 25 | 030,67 |
| Всего   | Всего       | Всего       | Всего       | Кубок Италии | 1  | 0  | 0  | 1  | 000,00 |
| Всего   | Всего       | Всего       | Всего       | Всего        | 76 | 23 | 27 | 26 | 030,26 |

## Достижения
В качестве игрока
- Обладатель Кубка Америки (1): 1995

В качестве тренера
- Чемпион Уругвая (1): 2018